# Ariane 4

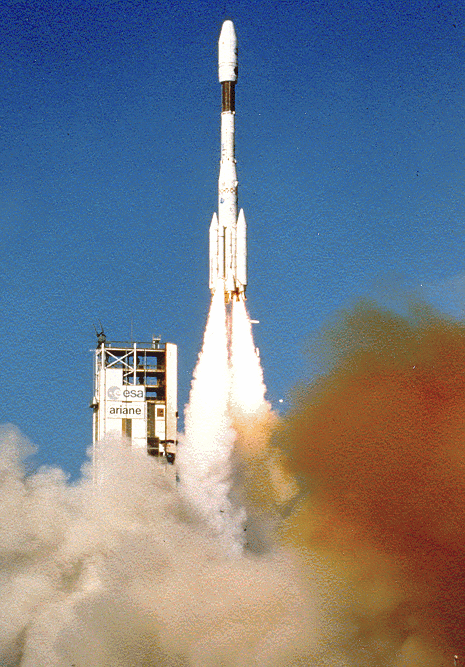
Start der ersten Ariane 4, einer Ariane 44LP (NASA)

Die Ariane 4 war eine europäische Trägerrakete aus der Ariane-Serie, die im Auftrag der ESA entwickelt worden war. Mit 116 Starts, von denen 113 erfolgreich waren, war sie das bis dahin erfolgreichste Arianemodell. Ihren Erstflug hatte sie am 15. Juni 1988.
Die Ariane-4-Raketen waren zwischen 55 m und 60 m hoch und konnten eine Nutzlast von bis zu 4,9 t in eine Geostationäre Transferbahn transportieren. Das Startgewicht betrug zwischen 243 t und 480 t. Die Ariane 4 transportierte meistens zwei übereinander angeordnete Satelliten in die Umlaufbahn. Dieses Merkmal verhalf der Ariane 4 zu günstigen Startpreisen und zusammen mit ihrer hohen Zuverlässigkeit Arianespace zu einer Dominanz im kommerziellen Satelliten-Transportgeschäft. Arianespace hielt so über mehrere Jahre einen Weltmarktanteil von ca. 60 %. Am 15. Februar 2003 erfolgte mit Flug 159 der letzte Start einer Ariane-4-Rakete.
Erst nach dem letzten Start der Ariane 4 bemerkte man, dass sie eine Kapazitätslücke zum Start mittelschwerer Kommunikationssatelliten hinterlassen hatte. Deshalb startet an ihrer Stelle von Ende 2010 bis 2022 die Rakete Sojus-ST von Kourou.

## Technische Merkmale

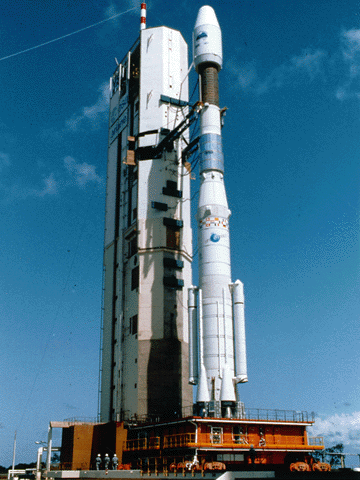
Ariane 42P mit dem TOPEX/Poseidon-Satelliten (Kourou, 10. August 1992) (NASA)

Die Ariane 4 basierte auf der Ariane 3. Damit sich die Rakete an verschieden schwere Nutzlasten anpassen und auch dem Trend der ständig steigenden Nutzlastmassen längere Zeit standhalten konnte, wurde sie mit einem flexiblen Konzept von Boostern ausgestattet. Dieses sollte ihr ermöglichen, während ihrer gesamten Einsatzzeit kostensparende Doppelstarts durchführen zu können. Einerseits wurden die Feststoffbooster der Ariane 3 stark gestreckt, um ihre Leistung zu erhöhen, andererseits wurden von der zweiten Stufe der Ariane 3 neue Flüssigtreibstoffbooster abgeleitet, die wesentlich größer und schwerer als die verlängerten Festtreibstoffbooster waren und eine höhere Leistung als diese hatten. Außerdem wurde die erste Stufe gegenüber der Ariane 3 stark gestreckt, um wesentlich mehr Treibstoff aufnehmen zu können. Dadurch wurde die Tankkapazität so groß, dass die erste Stufe nur vollgetankt werden konnte, wenn sie mit mindestens vier Feststoffboostern gestartet wurde, da ansonsten die Triebwerksleistung nicht ausreichte, um die schwere Rakete abheben zu lassen. Dieses führte zu einer verkürzten Brennzeit der ersten Stufe bei Versionen mit weniger als vier Boostern. Die zweite und dritte Stufe wurde bei der Entwicklung der Ariane 4 gegenüber der Ariane 3 nicht verändert. Dafür wurde eine neue Nutzlastverkleidung mit 4 m Durchmesser und eine ebenso breite Doppelstartvorrichtung eingeführt. Um neben großen Satelliten auch noch kleine mitnehmen zu können, wenn noch Nutzlastkapazität frei war, stand die Vorrichtung ASAP-4 (Ariane Structure for Auxiliary Payloads) zur Verfügung. Sie erlaubte die Mitnahme von mehreren bis zu 60 kg schweren Satelliten, die 60 cm hoch und 45 cm breit und lang sein konnten. Die Satelliten durften zusammen 240 kg wiegen.
Während der Produktionszeit der Ariane 4 stiegen die Satellitenmassen über das ursprünglich für Ariane 4 geplante Maß weiter an, so dass die Ariane 4 mehrere Modifikationen zur Leistungssteigerung erfuhr. Neben der Einführung leichterer Materialien für Verkleidungen, Druckgastanks etc. betrafen diese jedoch fast ausschließlich die dritte Stufe. Die dritte Stufe (H 10) wurde zuerst 1992 gestreckt, um mehr Treibstoff aufnehmen zu können (H 10+). Als dieses nicht mehr reichte, wurde die Treibstoffmischung 1994 auf einen höheren Sauerstoffanteil umgestellt und so die Nutzlastkapazität nochmals gesteigert (H 10 III).
Da sich die Nachfolgerin Ariane 5 verzögerte und die Ariane 4 auch noch dreimal nach Fehlstarts/Teilerfolgen dieser in die Bresche springen musste, wurde sie in wesentlich größeren Stückzahlen und länger produziert als ursprünglich geplant. Jedoch gab es während dieser Zeit keine Programme zur Leistungssteigerung mehr. Deshalb waren zum Schluss fast alle Satelliten so schwer, dass selbst die stärkste Ariane-4-Version (Ariane 44L) meist nur noch Einzelstarts durchführen konnte.

## Versionen

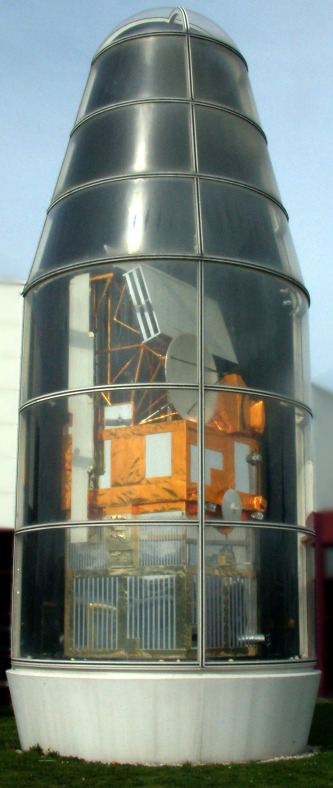
Nutzlastverkleidung der Ariane 4 mit einem ERS-Satelliten (Modell)

Für verschieden schwere Nutzlasten standen sechs Raketenkonfigurationen zur Verfügung. An der reinen Serienstufenrakete (Ariane 40 genannt) konnten zur Nutzlasterhöhung seitlich entweder Feststoff- und/oder Flüssigtreibstoffbooster befestigt werden. Folgende Ariane-4-Versionen standen zur Verfügung:
- 40 – ohne Booster
- 42L – zwei Flüssigtreibstoff-Booster
- 42P – zwei Feststoff-Booster
- 44L – vier Flüssigtreibstoff-Booster
- 44P – vier Feststoff-Booster
- 44LP – zwei Flüssigtreibstoff-Booster und zwei Feststoff-Booster

Syntax: Die erste Zahl steht für Ariane 4, die zweite für die Anzahl der Booster und die Buchstaben für die Treibstoffart – L = liquide (franz.) = flüssig, P = poudre (franz.) = fest.
Während der rund 15 Jahre des Einsatzes wurden zahlreiche Verbesserungen an der Rakete umgesetzt, um ihre Nutzlast zu steigern. Das Hauptaugenmerk galt dabei der Steigerung der Leistung der letzten Stufe. Die ersten Flüge setzten noch die von der Ariane 2/3 übernommene H10 ein. Danach wurden die Tanks um 32 cm verlängert, wodurch 400 kg mehr Treibstoff zugeladen werden konnte. Diese Stufe, H-10 Plus, flog 27-mal. Ab Flug V70 – dem 32. Start – kam eine weitere Version der Oberstufe zum Einsatz, bei der die Mischung durch ein Verschieben des Zwischenbodens sauerstoffreicher wurde. Diese H-10 III genannte Oberstufe wurde bis zum Schluss eingesetzt. So steigt die Treibstoffzuladung von 10,7 auf 11,9 t und zusammen mit leichteren Materialien in der VEB die maximale Nutzlast von 4.330 auf 4.950 kg.

### Gestrichene Version
Es gab Planungen für eine Ariane 43P mit drei PAP-Feststoffboostern. Diese Version wurde jedoch nicht verwirklicht.

## Ariane-4-Versionsdaten

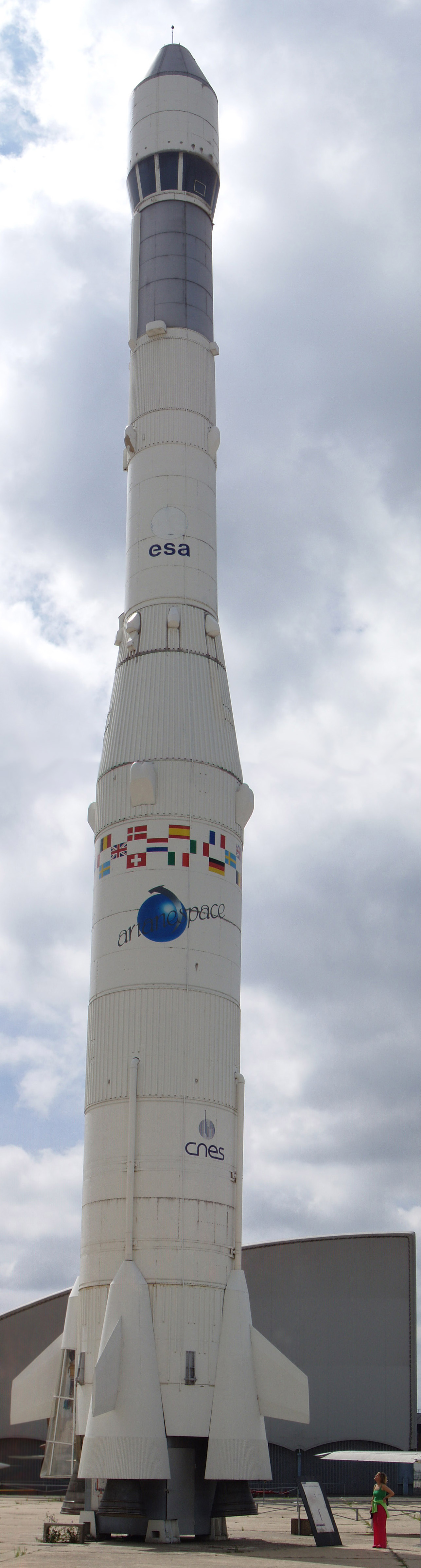
Ariane 40

| Raketentyp           | Raketentyp          | Ariane 40       | Ariane 42P      | Ariane 44P      | Ariane 42L      | Ariane 44LP                   | Ariane 44L                     |
| -------------------- | ------------------- | --------------- | --------------- | --------------- | --------------- | ----------------------------- | ------------------------------ |
| Entwicklungszeitraum | von                 | 1982            | 1982            | 1982            | 1982            | 1982                          | 1982                           |
| Entwicklungszeitraum | bis                 | 1988            | 1988            | 1988            | 1988            | 1988                          | 1988                           |
| Länge                | Länge               | 55,6 m          | 55,9 m          | 56,9 m          | 55,6 m          | 58,4 m                        | 58,7 m                         |
| Durchmesser          | Durchmesser         | 3,8 m           | 3,8 m           | 3,8 m           | 3,8 m           | 3,8 m                         | 3,8 m                          |
| Startmasse           | Startmasse          | 245 t           | 323 t           | 357 t           | 367 t           | 420 t                         | 484 t                          |
| Startschub           | Startschub          | 2720 kN         | 3944 kN         | 5140 kN         | 4600 kN         | 5270 kN                       | 5395 kN                        |
| Startbeschleunigung  | Startbeschleunigung | 1,32 m/s²       | 2,43 m/s²       | 4,62 m/s²       | 2,75 m/s²       | 2,77 m/s²                     | 1,37 m/s²                      |
| Max. Nutzlast        | LEO                 | 4600 kg         | 6000 kg         | 6500 kg         | 7000 kg         | 8000 kg                       | 10200 kg                       |
| Max. Nutzlast        | GTO                 | 2290 kg         | 2990 kg         | 3390 kg         | 3590 kg         | 4170 kg                       | 4950 kg                        |
| Booster              | Booster             | 0               | 2 P             | 4 P             | 2 L             | 2 P + 2 L                     | 4 L                            |
| Erster Start         | Erster Start        | 22. Jan. 1990   | 20. Nov. 1990   | 4. Apr. 1991    | 12. März 1993   | 15. Juni 1988                 | 5. Juni 1989                   |
| Letzter Start        | Letzter Start       | 3. Dez. 1999    | 4. Mai 2002     | 25. Sep. 2001   | 23. Jan. 2002   | 27. Nov. 2001                 | 15. Feb. 2003                  |
| Flüge                | Flüge               | 7               | 15              | 15              | 13              | 26                            | 40                             |
| Fehlstarts           | Fehlstarts          | 0               | 1               | 0               | 0               | 1                             | 1                              |
| Zuverlässigkeit      | Zuverlässigkeit     | 100 %           | 93 %            | 100 %           | 100 %           | 96 %                          | 97,5 %                         |
| Treibstoff 1. Stufe  | Treibstoff 1. Stufe | 158 t bis 172 t | 219 t bis 222 t | 229 t bis 232 t | 205 t bis 209 t | 229 t bis 232 t               | 229 t bis 232 t                |
| Brennzeit 1. Stufe   | Brennzeit 1. Stufe  | 150 s           | 196 s           | 209 s           | 181 s           | 209 s                         | 209 s                          |
| Wichtige Nutzlasten  | Wichtige Nutzlasten | ERS 1 & 2       | TOPEX/Poseidon  | ISO             | Astra 1C        | Hipparcos, Astra 1A, TV-SAT 2 | Intelsat 907, DFS Kopernikus 1 |

Anmerkungen:
1. ↑  Daten Ariane 4
2. ↑  LEO = Erdnahe Umlaufbahn, GTO = geostationäre Transferbahn
3. ↑  P = Feststoffbooster, L = Flüssigbrennstoff
4. ↑  Bernd Leitenberger: Europäische Trägerraketen Band 1 Von der Diamant zur Ariane 4 – Europas steiniger Weg in den Orbit. Books on Demand, Norderstedt 2009, ISBN 3837095916 Seite 266

## Technische Daten der verwendeten Raketenstufen
| Raketenstufe    | 1. Stufe            | 1. Stufe                   | 1. Stufe                   | 2. Stufe                   | 3. Stufe              |
| Raketenstufe    | optionale Booster   | optionale Booster          | Haupttriebwerke            | Haupttriebwerke            | Haupttriebwerke       |
| Raketenstufe    | Feststoff           | Flüssigtreibstoff          | Flüssigtreibstoff          | Flüssigtreibstoff          | Flüssigtreibstoff     |
| --------------- | ------------------- | -------------------------- | -------------------------- | -------------------------- | --------------------- |
| Stufenname      | PAP                 | PAL                        | L 220                      | L 33                       | H 10 III              |
| Triebwerk       | Feststofftriebwerk  | Viking 6                   | 4× Viking 5C               | Viking 4B                  | HM-7B                 |
| Länge ca.       | 11,5 m              | 18,6 m                     | 28,4 m                     | 11,6 m                     | 11,05 m               |
| Durchmesser     | 1,07 m              | 2,15 m                     | 3,8 m                      | 2,6 m                      | 2,6 m                 |
| Masse           | 12,6 t (leer 3,0 t) | 43,8 t (leer 4,4 t)        | siehe Tabelle oben         | max. 39,6 t (leer 3,7 t)   | 13,05 t (leer 1,35 t) |
| Schub am Boden  | 650 kN              | 678 kN                     | 4× 678 kN                  |                            |                       |
| Schub im Vakuum |                     | 758 kN                     | 4× 758 kN                  | 800 kN                     | 63,8 kN               |
| Brennzeit       | 34 s                | 143 s                      | siehe Tabelle oben         | 126...135 s                | 780 s                 |
| Treibstoff      | APCP                | Stickstofftetroxid / UH 25 | Stickstofftetroxid / UH 25 | Stickstofftetroxid / UH 25 | LOX / LH2             |

- Die H10-III-Drittstufe wurde erst ab Ende 1994 eingesetzt, davor waren die schwächeren H10- und H10+-Drittstufen im Einsatz.

Quellen

## Starts

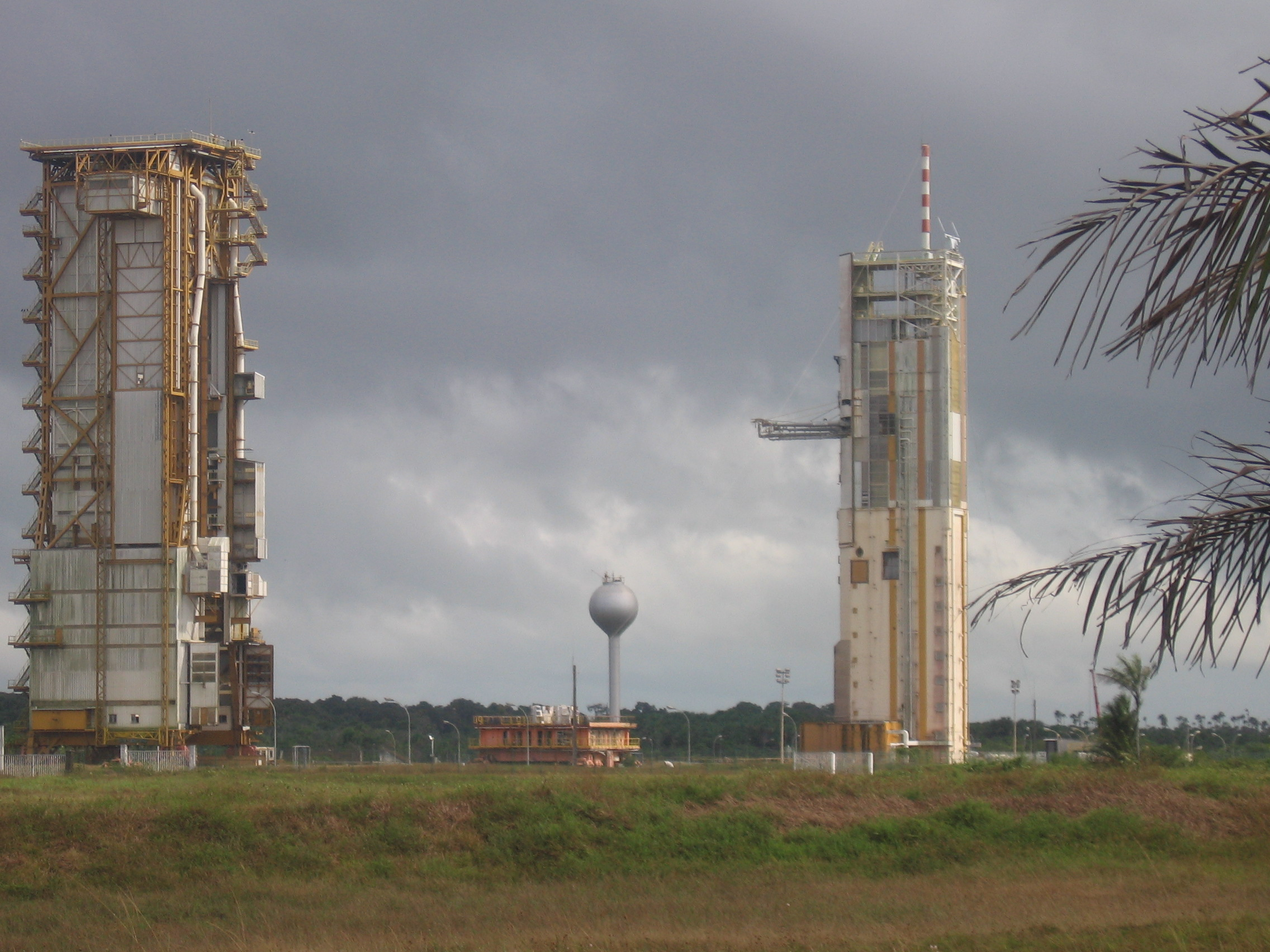
links: mobiler Montageturm
mitte: Startplattform, im Hintergrund der Wasserturm von ELA 1
rechts: Startturm

Alle Ariane-4-Raketen hoben vom Startplatz ELA-2 des Centre Spatial Guyanais in Französisch-Guayana ab. Die Startrampe ELA-2 bestand aus:
- einem Montagegebäude, in dem die Raketen bis auf die Feststoffbooster und die Nutzlast montiert wurden,
- einer Schienenstrecke, auf der die auf einer von zwei transportablen Startplattformen montierten Raketen zum Startplatz mit Startturm gefahren wurden,
- einem mobilen Montageturm.

Nachdem die Rakete den Startplatz erreicht hatte, wurde über sie der Montageturm gefahren und die bereits zu einer Einheit zusammengebaute Nutzlastverkleidung und Doppelstartvorrichtung mit den in ihnen befindlichen Satelliten auf die Rakete gesetzt. Auch wurden – wenn vorgesehen – hier die Feststoffbooster angebracht. Die zweite Stufe wurde ebenfalls im Montageturm betankt und mit einer Isolierung versehen (der Oxidator würde bei über 21 °C verdampfen). Danach wurde der mobile Montageturm zur Seite gefahren, die erste und dritte Stufe der Rakete betankt und dann die Rakete gestartet, wobei das Isolationsmaterial von der zweiten Stufe abfällt.